# پونته‌ودرا، نگروس باختری
پونته‌ودرا (Pontevedra) یک منطقهٔ مسکونی در فیلیپین است که در نگروس باختری واقع شده‌است.
پونته‌ودرا ۱۱۲٫۵۰ کیلومترمربع مساحت و ۴۷٬۹۴۵ نفر جمعیت دارد.